# Onufry
Onufry (gr. onophorbós - pasterz osłów) – imię męskie pochodzenia greckiego.
Onufry imieniny obchodzi: 23 stycznia, 10 i 12 czerwca.
Sławni o tym imieniu
- Święty Onufry – pustelnik
- Onufry Jacewicz (1800–1836) – generał, dowódca powstania w powiecie telszewskim w 1831, w czasie powstania listopadowego
- Onufry Kopczyński – gramatyk, pijar
- Onufry Małachowski – hrabia, senator
- Onofre Marimón – były argentyński kierowca Formuły 1
- Onufry Oborski – szambelan króla Stanisława Augusta Poniatowskiego od 1785, poseł na Sejm Czteroletni
- Jan Onufry Zagłoba – postać z Trylogii Henryka Sienkiewicza

- Onufry (Orest Wołodymyrowycz Berezowski, ur. 1944) – biskup Ukraińskiego Kościoła Prawosławnego Patriarchatu Moskiewskiego
- Onufry (zm. 1147) – biskup czernihowski
- Onufry (Jarosław Jarosławowycz Chawruk, ur. 1966) – biskup Kościoła Prawosławnego Ukrainy
- Onufry (Antoni Maksimowicz Gagaluk, 1889-1938) – święty prawosławny, arcybiskup kurski i obojański
- Onufry (Onufry Argitis lub Onufry z Neokastry) – albański ikonograf i malarz pejzaży oraz portretów
- Onufry (Ołeh Łehki, ur. 1970) – biskup Ukraińskiego Kościoła Prawosławnego Patriarchatu Moskiewskiego

Zobacz też:
- Sant’Onofrio